# العلاقات اللبنانية الليبية
العلاقات اللبنانية الليبية هي العلاقات الثنائية التي تجمع بين لبنان وليبيا.

## مقارنة بين البلدين
هذه مقارنة عامة ومرجعية للدولتين:
| وجه المقارنة                                              | لبنان                                                                | ليبيا                                       |
| --------------------------------------------------------- | -------------------------------------------------------------------- | ------------------------------------------- |
| المساحة (كم2)                                             | 10.45 ألف                                                            | 1.76 مليون                                  |
| عدد السكان (نسمة)                                         | 6.10 مليون                                                           | 6.37 مليون                                  |
| الكثافة السكانية (ن./كم²)                                 | 583.73                                                               | 3.62                                        |
| العاصمة                                                   | بيروت                                                                | طرابلس                                      |
| اللغة الرسمية                                             | اللغة العربية، لغة فرنسية                                            | اللغة العربية، اللغة العربية الفصحى الحديثة |
| العملة                                                    | ليرة لبنانية                                                         | دينار ليبي                                  |
| الناتج المحلي الإجمالي (بليون دولار)                      | 51.84 مليار                                                          | 50.98 مليار                                 |
| الناتج المحلي الإجمالي (تعادل القوة الشرائية) بليون دولار | 81.54 مليار                                                          | 69.32 مليار                                 |
| الناتج المحلي الإجمالي الاسمي للفرد دولار أمريكي          | 8.05 ألف                                                             |                                             |
| الناتج المحلي الإجمالي للفرد دولار أمريكي                 | 17.46 ألف                                                            | 15.60 ألف                                   |
| مؤشر التنمية البشرية                                      | 0.769                                                                | 0.724                                       |
| رمز المكالمات الدولي                                      | +961                                                                 | +218                                        |
| رمز الإنترنت                                              | .lb                                                                  | .ly                                         |
| المنطقة الزمنية                                           | ت ع م+02:00، ت ع م+03:00، توقيت شرق أوروبا، توقيت شرق أوروبا الصيفي ‏ | ت ع م+02:00، توقيت شرق أوروبا               |

## مدن متوأمة
في ما يلي قائمة باتفاقيات التوأمة بين مدن لبنانية وليبية:
- ترتبط بيروت مع طرابلس باتفاقية توأمة منذ 2000.

## منظمات دولية مشتركة
يشترك البلدان في عضوية مجموعة من المنظمات الدولية، منها:
| علم المنظمة | اسم المنظمة                                 | تاريخ انضمام لبنان | تاريخ انضمام ليبيا |
| ----------- | ------------------------------------------- | ------------------ | ------------------ |
|             | صندوق النقد العربي                          | ?                  | ?                  |
|             | جامعة الدول العربية                         | 22 مارس 1945       | 28 مارس 1953       |
|             | المصرف العربي للتنمية الاقتصادية في أفريقيا | ?                  | ?                  |
|             | البنك الدولي للإنشاء والتعمير               | 14 أبريل 1947      | 17 سبتمبر 1958     |
|             | منظمة التعاون الإسلامي                      | ?                  | ?                  |
|             | منظمة حظر الأسلحة الكيميائية                | ?                  | ?                  |
|             | الصندوق العربي للإنماء الاقتصادي والاجتماعي | ?                  | ?                  |
|             | الأمم المتحدة                               | 24 أكتوبر 1945     | 14 ديسمبر 1955     |
|             | منظمة الشرطة الجنائية الدولية               | ?                  | ?                  |
|             | وكالة ضمان الاستثمار متعدد الأطراف          | 19 أكتوبر 1994     | 5 أبريل 1993       |
|             | يونسكو                                      | 4 نوفمبر 1946      | 27 يونيو 1953      |
|             | مؤسسة التنمية الدولية                       | 10 أبريل 1962      | 1 أغسطس 1961       |
|             | مؤسسة التمويل الدولية                       | 28 ديسمبر 1956     | 18 سبتمبر 1958     |
|             | الاتحاد البريدي العالمي                     | ?                  | ?                  |
|             | الاتحاد الدولي للاتصالات                    | 12 يناير 1924      | 3 فبراير 1953      |

## وصلات خارجية
- موقع وزارة الخارجية الليبية